# Rudolf Breslauer

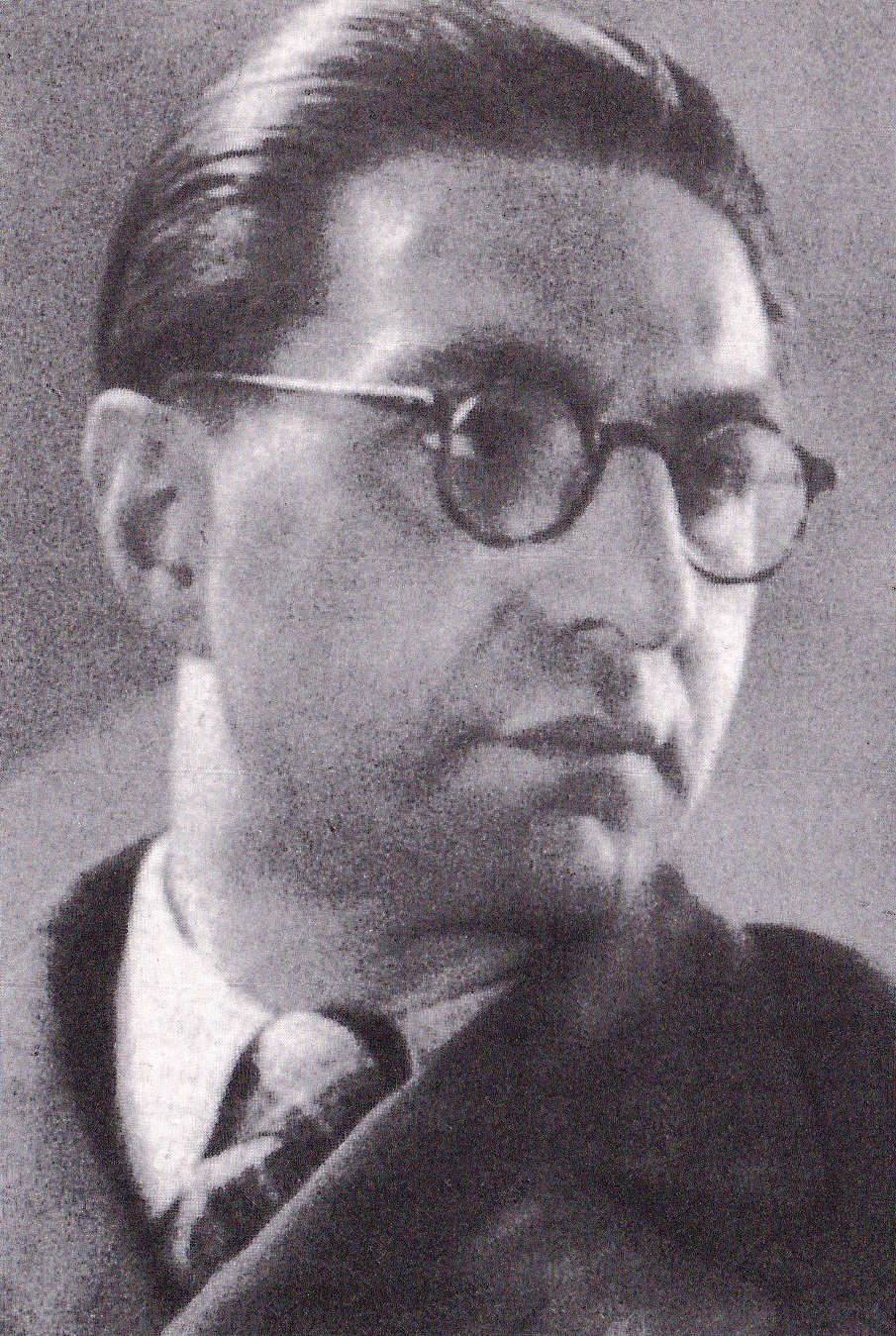
Rudolf Breslauer (1930er Jahre)

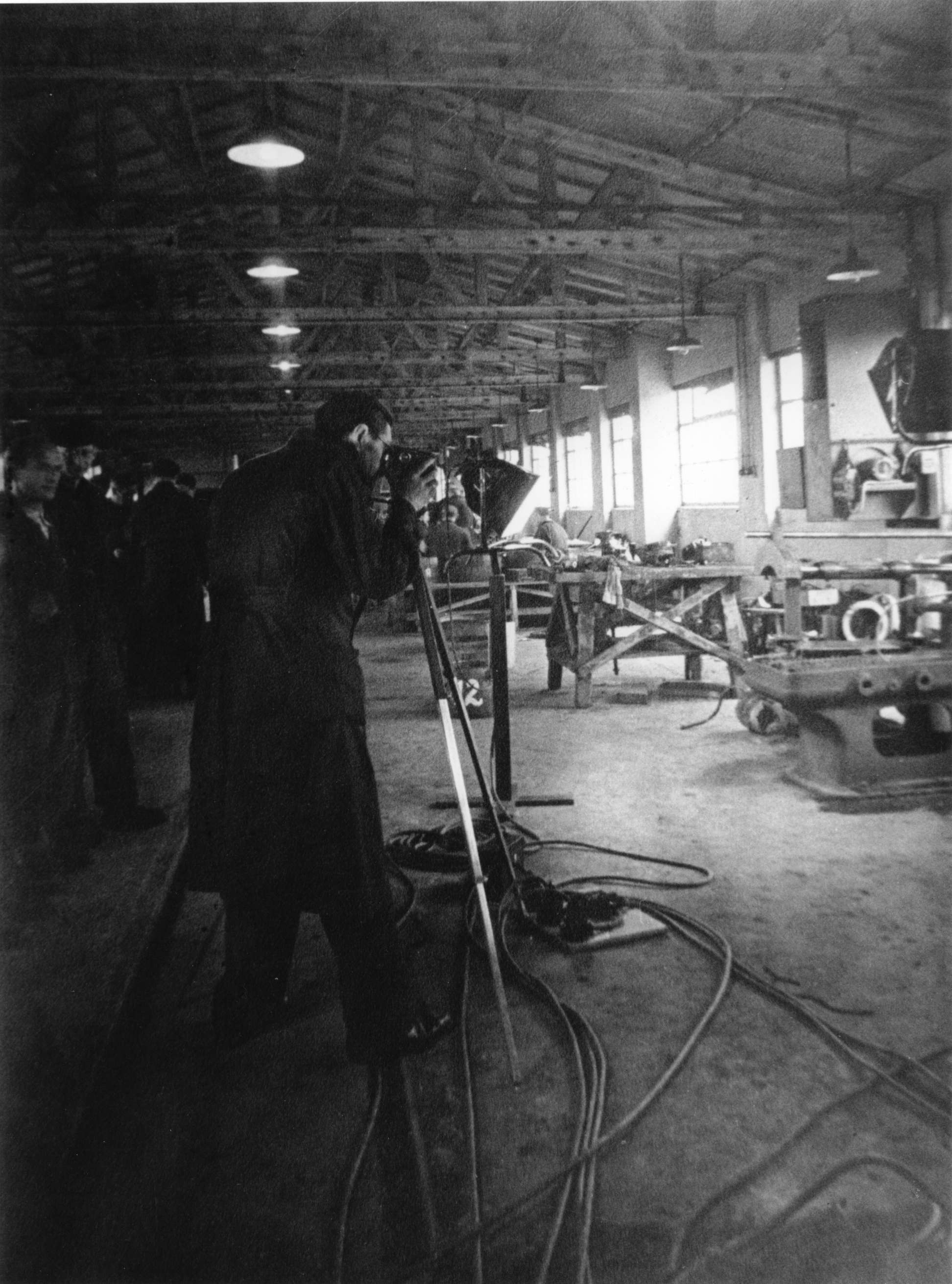
Rudolf Breslauer filmt (1944)

Rudolf Werner Breslauer (* 4. Juli 1903 in Leipzig; † 28. Februar 1945 in Mitteleuropa; nach anderen Angaben bereits 1944 in Auschwitz) war ein deutscher Kameramann jüdischer Herkunft.

## Leben
Rudolf Breslauer flüchtete mit seiner Familie aus dem nationalsozialistischen Deutschen Reich in die Niederlande, wo er verhaftet wurde. Im Januar 1942 wurde er mit seiner Familie in das Durchgangslager Westerbork verschleppt. Dort fertigte er auf Veranlassung der SS erkennungsdienstliche Fotos von KZ-Häftlingen. Auf Geheiß des SS-Lagerkommandanten Albert Konrad Gemmeker drehte er Filmaufnahmen von Gefangenen im KZ-Sammellager.
Rudolf Breslauer, seine Frau, zwei Söhne und eine Tochter wurden später im Jahr 1944 in das Vernichtungslager Auschwitz-Birkenau deportiert. Dort wurden seine Frau und seine Söhne in der Gaskammer ermordet. Rudolf Breslauer starb im Februar an einem unbekannten Ort in Mitteleuropa, seine Tochter überlebte den Holocaust.

## Filmaufnahmen
Der Berliner Regisseur Harun Farocki montierte 2007 aus Breslauers 1944 gedrehtem Material einen 40-minütigen Film über Westerbork.

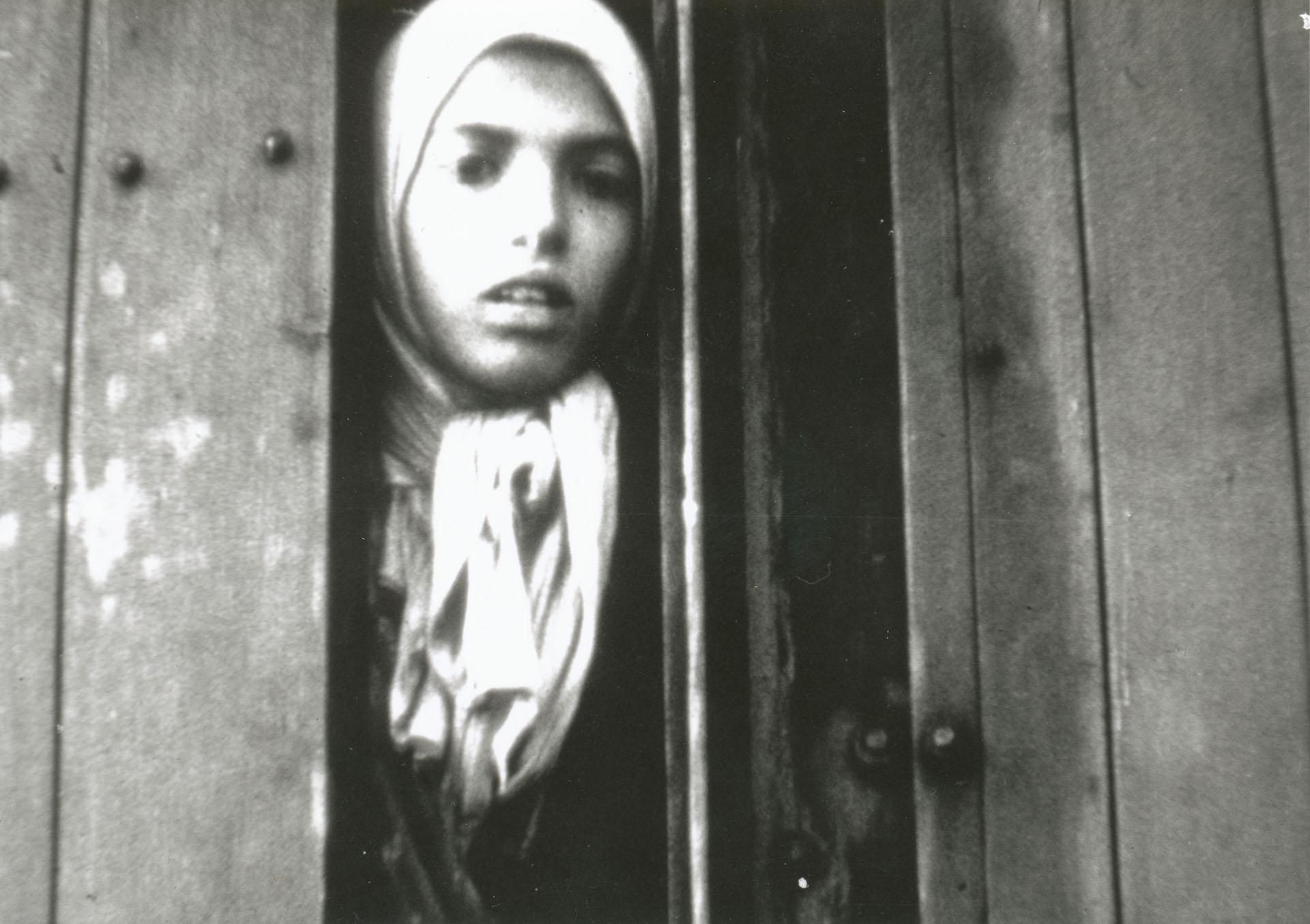
Settela Steinbach
- KZ Westerbork (Film)
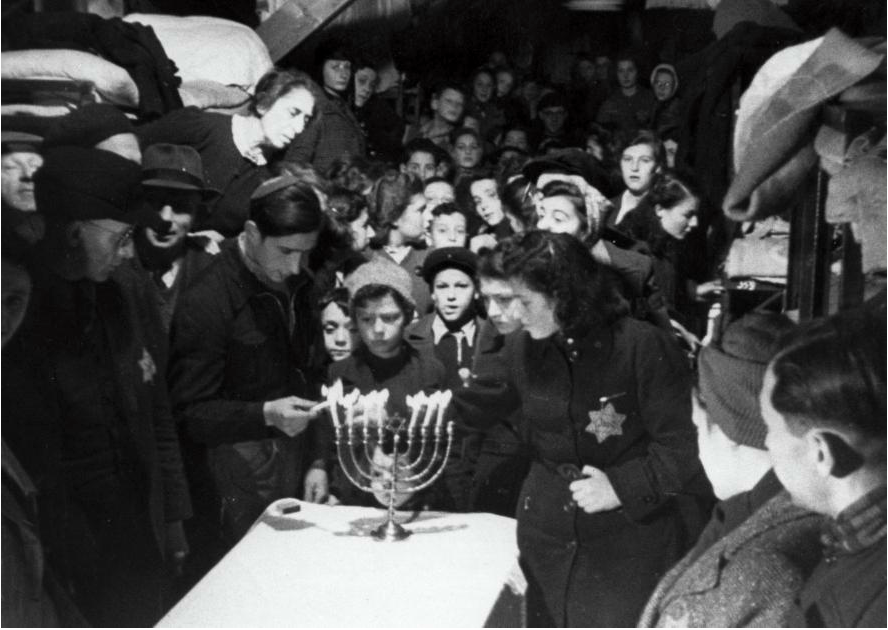
Chanukka in Westerbork
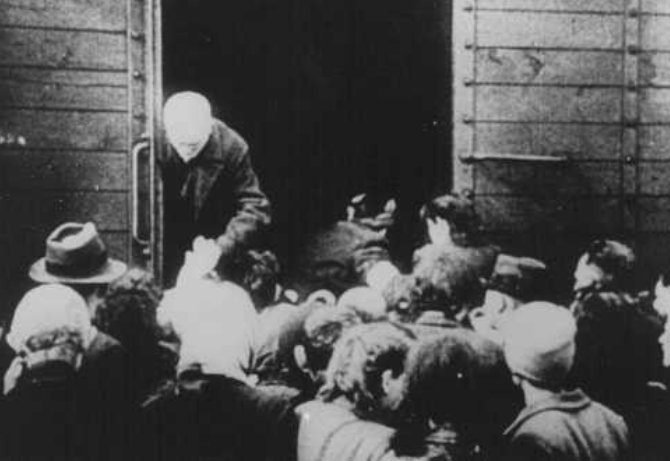
Zug nach Auschwitz
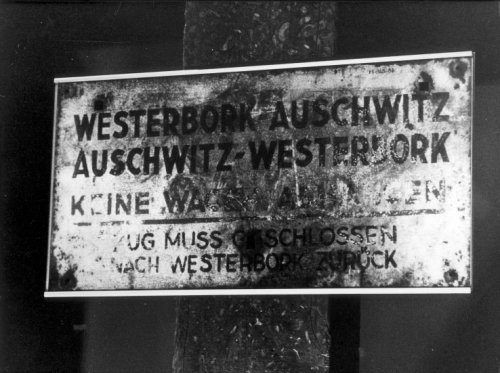
Zuglaufschild

## Gedenken

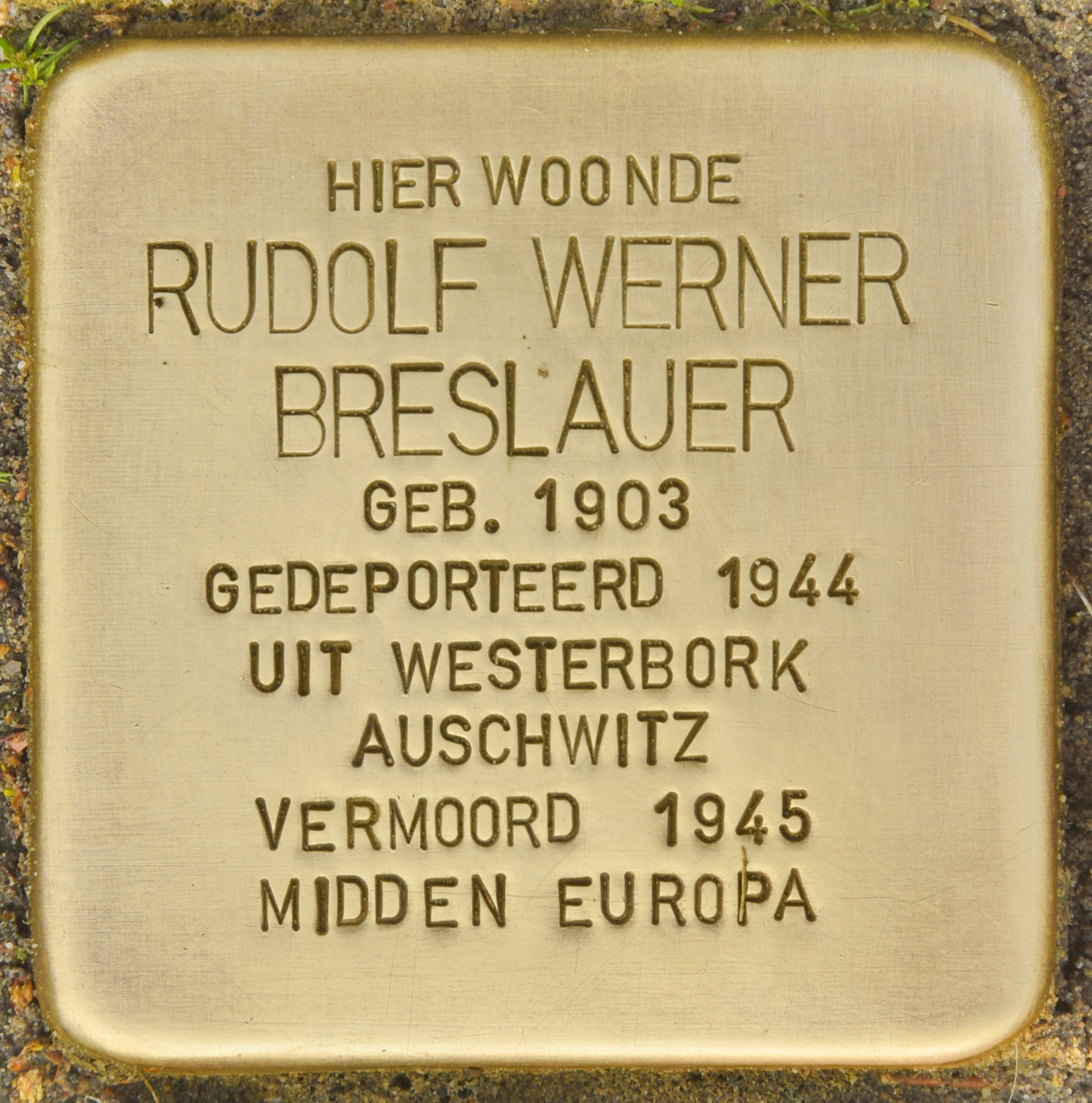
Stolperstein in Utrecht

In Utrecht wurden vom Künstler Gunter Demnig Stolpersteine für die Familie Breslauer verlegt.

## Bibliographische Angaben
- Rudolf Breslauer (historische Aufnahmen, 1944), Harun Farocki (Regie, 2007): Aufschub. Essayfilm, Südkorea/Deutschland. 40 Min. (Der Sender 3sat 2011 zum Film.)